# Montiano
Montiano é uma comuna italiana da região da Emília-Romanha, província de Forlì-Cesena, com cerca de 1.589 habitantes. Estende-se por uma área de 9 km², tendo uma densidade populacional de 177 hab/km². Faz fronteira com Cesena, Longiano, Roncofreddo.

## Demografia
| Variação demográfica do município entre 1861 e 2011                               |
|                                                                                   |
| Fonte: Istituto Nazionale di Statistica (ISTAT) - Elaboração gráfica da Wikipedia |